# La Désirade
La Désirade è un'isola dell'arcipelago della Piccole Antille e, a livello amministrativo, un comune francese di 1 649 abitanti situato nel dipartimento d'oltre mare di Guadalupa.

## Storia
Battezzata con il nome Desirada da Cristoforo Colombo quando, nel 1493 durante il suo secondo viaggio, rimase a corto di viveri, La Désirade, nonostante il nome di buon auspicio, non ebbe un gran avvenire. Infatti già dalla fine del XVIII secolo, sull'isola, fu costruito un lazzaretto per lebbrosi e divenne anche un esilio per scapestrati. Il Lazzaretto venne poi chiuso nel 1954.
Nel 1989 l'isola fu devastata dall'uragano Hugo, che sconvolse la già fragile economia locale.